# Turritopsis nutricula
Turritopsis nutricula — вид гідроїдних кнідарій родини Oceanidae.

## Поширення
Вид поширений у тропічних та помірних водах у Західній Атлантиці від Нової Англії до Бразилії.

## Життєвий цикл
Turritopsis nutricula проходить через дві життєві стадії — стадію поліпа та стадію медузи. Поліп, як правило, утворюється після статевого розмноження медуз. Запліднене яйце розвивається у планулу. Планула знаходить відповідний субстрат та осідає на дно. З неї розвивається колонія поліпів. Тіло колонії (ценосарк) покрито трубчастою хітиновою кутикулою, яка виконує роль екзоскелета. Спершу утворюються зооїди, які добувають поживу. Вони мають веретеноподібну або булавоподібну форму, оснащені ниткоподібними щупальцями з численними жалкими клітинами. Згодом утворюються статеві зооїди, які розвинувшись, відокремлюються від колонії і перетворюються в медузу.
Медузи куполоподібної форми, в діаметрі до 6 мм, жовтого або помаранчевого забарвлення. По краю парасольки розташований віночок щупалець, число яких зростає в ході життя: від 8 у юних медуз до 40-100 у дорослих. Ембріогенез і ранній розвиток личинок відбувається в асоціації з материнським організмом.
Цікаво, що за несприятливих умов або пошкодженнях, медуза може осідати на дно і перетворюватися назад в поліпів. Подібних «зворотній розвиток» більше не відомий серед метазоїв.